# Last Time I Saw Him
Last Time I Saw Him (с англ. — «В последний раз, когда я видела его») — шестой студийный альбом американской певицы Дайаны Росс, выпущенный в 1973 году на лейбле Motown Records.

## Коммерческий успех
Альбом достиг 52-й строчки в чарте Billboard Top LPs & Tape и 12-й в Top R&B Albums, продажи составили более 200 000 копий. В поддержку пластинки было выпущено два сингла. Первый, «Last Time I Saw Him», имел успех и стал хитом, достигнув 1-й строчки в чарте Hot Adult Contemporary, 14-й в чарте The Hot 100 и 15-й в чарте The Hot Soul Singles. В Великобритании песня добралась до 35-й позиции.
В качестве второго сингла в США был выпущен «Sleepin’», однако не имел успеха. В Британии был выпущен трек «Love Me», который дотянул до 38 строчки. Также вторым синглом в Африке стал «Behind Closed Doors», который смог войти в топ-20 чарта ЮАР и подняться до второго места в Зимбабве.

## Список композиций

### Оригинальный альбом
1. «Last Time I Saw Him» (Майкл Массер, Пэм Сойер) — 2:50
2. «No One’s Gonna Be a Fool Forever» (Майкл Массер, Пэм Сойер) — 3:24
3. «Love Me» (Том Бэрд, Дино Фекарис, Ник Зессес) — 2:56
4. «Sleepin’» (Терри Этлингер, Рон Миллер[англ.]) — 4:41
5. «You» (Терри Этлингер, Рон Миллер) — 4:19
6. «Turn Around» (Гарри Белафонте, Аллан Грин, Мальвина Рейнольдс) — 2:28
7. «When Will I Come Home to You» (Боб Гаудио[англ.], Аль Рузика, Кэти Уэйкфилд[англ.]) — 3:14
8. «I Heard a Love Song (But You Never Made a Sound)» (Боб Гаудио, Брит Гаудио) — 2:32
9. «Stone Liberty» (Боб Гаудио, Кэти Уэйкфилд) — 2:59
10. «Behind Closed Doors» (Кенни О’Делл[англ.]) — 2:46

### CD-переиздание, бонус-треки
Диск 1
1. «Last Time I Saw Him» (unreleased longer version) (Массер, Сойер) — 3:10
2. «No One’s Gonna Be a Fool Forever» (Массер, Сойер) — 3:24
3. «Love Me» (Бэрд, Фекарис, Зессес) — 2:56
4. «Sleepin’» (Этлингер, Миллер) — 4:41
5. «You» (Этлингер, Миллер) — 4:19
6. «Turn Around» (Белафонте, Грин, Рейнольдс) — 2:28
7. «When Will I Come Home to You» (Гаудио, Рузика, Уэйкфилд) — 3:14
8. «I Heard a Love Song (But You Never Made a Sound)» (Гаудио, Гаудио) — 2:32
9. «Stone Liberty» (Гаудио, Уэйкфилд) — 2:59
10. «Behind Closed Doors» (О’Делл) — 2:46
11. «Last Time I Saw Him» [Japanese Quad Edition] (Массер, Сойер) — 2:54
12. «No One’s Gonna Be a Fool Forever» [Japanese Quad Edition] (Массер, Сойер) — 3:34
13. «Love Me» [Japanese Quad Edition] (Бэрд, Фекарис, Зессес) — 2:57
14. «Sleepin’» [Japanese Quad Edition] (Этлингер, Миллер) — 4:41
15. «You» [Japanese Quad Edition] (Этлингер, Миллер) — 4:26
16. «Turn Around» [Japanese Quad Edition] (Белафонте, Грин, Рейнольдс) — 2:26
17. «When Will I Come Home to You» [Japanese Quad Edition] (Гаудио, Рузика, Уэйкфилд) — 3:13
18. «I Heard a Love Song (But You Never Made a Sound)» [Japanese Quad Edition] (Гаудио, Гаудио) — 2:36
19. «Stone Liberty» [Japanese Quad Edition] (Гаудио, Уэйкфилд) — 2:52
20. «Behind Closed Doors» [Japanese Quad Edition] (О’Делл) — 2:49

Диск 2
1. «I’ll Be Here (When You Get Home)» (Бристоль, Браун, Джонс) — 3:50
2. «Why Play Games» (Леонард Кастон мл.[англ.], Анита Пори) — 2:41
3. «I Don’t Care Where the Money Is» (Майкл Рэндалл) — 2:47
4. «Get It All Together» (Пори, Сандерс, Скарборо) — 4:01
5. «Where Did We Go Wrong» [Version 1] (Бэрд, Миллер) — 3:52
6. «Since I Don’t Have You» (Джеймс Бомонт, Уолли Лестер, Джо Рок[англ.], Джеки Тейлор, Джо ВерШарен, Джанет Фогель) — 3:23
7. «Let Me Be the One» (Николс, Уильямс) — 2:27
8. «I Want to Go Back There Again» (Крис Кларк, Берри Горди) — 3:03
9. «Old Funky Rolls» [alternate take] (Этлингер, Миллер) — 3:47
10. «Last Time I Saw Him» [original unedited version] (Массер, Сойер) — 3:39